# بخش سونیت پور
بخش سونیت پور (به انگلیسی: Sonitpur district) یک منطقهٔ مسکونی در هند است که در North Assam division واقع شده‌است. بخش سونیت پور ۲٬۰۷۶٫۷۰ کیلومتر مربع مساحت و ۱٬۹۲۴٬۱۱۰ نفر جمعیت دارد و ۴۸−۵۶۰ متر بالاتر از سطح دریا واقع شده‌است.